# Flärpa

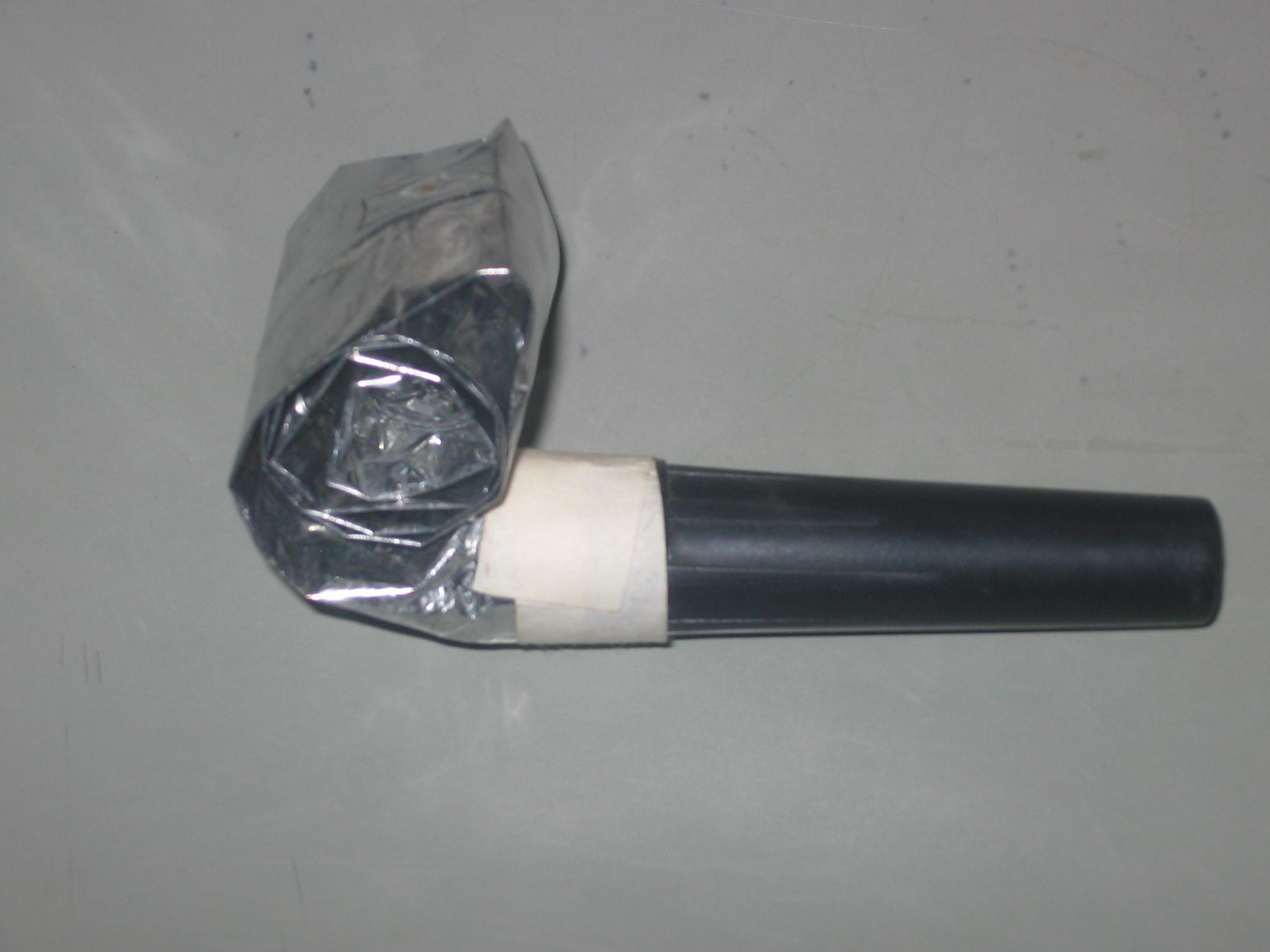
En flärpa.

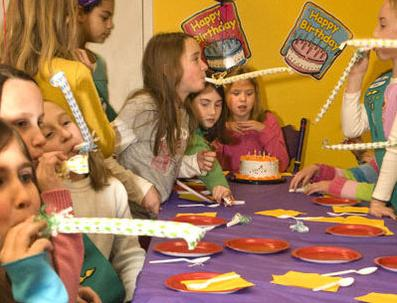
Flärpor som används på ett kalas.

Flärpa, flärp eller ormblåsa är en uppblåsbar pappersleksak som blåses upp genom ett flöjtliknande rör designat för att avge ett dissonansljud liknande en hes gås. Den är avsedd att användas på fester för att förhöja stämningen. Namnet kommer från ordet flärp, vilket betyder "liten, utstickande del som är rörlig", syftande på "pappersormen". 

## Andra betydelser
Ordet "flärpa" används på grund av ljudkombinationen väldigt ofta som ett i grunden meningslöst ersättningsord för både substantiv och verb, speciellt, men inte enbart inom datateknikvärlden, se till exempel Metavariabel. 
Det används också i betydelsen "pappbit eller dylikt satt på ett cykelhjul för att ge ifrån sig ett smattrande ljud vid cykling".